# ¡Tré!
¡Tré! är ett studioalbum av den amerikanska musikgruppen Green Day. Det gavs ut den 7 december 2012 och innehåller 12 låtar. Albumet är den sista i trilogin av album Green Day släppte under 2012.

## Låtlista
| Nr  | Titel                    | Längd |
| --- | ------------------------ | ----- |
| 1.  | Brutal Love              | 4:54  |
| 2.  | Missing You              | 3:43  |
| 3.  | 8th Avenue Serenade      | 2:36  |
| 4.  | Drama Queen              | 3:07  |
| 5.  | X-Kid                    | 3:41  |
| 6.  | Sex, Drugs & Violence    | 3:31  |
| 7.  | A Little Boy Named Train | 3:37  |
| 8.  | Amanda                   | 2:28  |
| 9.  | Walk Away                | 3:45  |
| 10. | Dirty Rotten Bastards    | 6:26  |
| 11. | 99 Revolutions           | 3:49  |
| 12. | The Forgotten            | 4:58  |

## Listplaceringar
| Lista               | Topplacering |
| ------------------- | ------------ |
| Australien          | 22           |
| Belgien (Flandern)  | 36           |
| Belgien (Vallonien) | 57           |
| Finland             | 41           |
| Nederländerna       | 30           |
| Nya Zeeland         | 16           |
| Schweiz             | 14           |
| Spanien             | 41           |
| Österrike           | 8            |